# Страусоподібні
Страусоподі́бні (Struthioniformes) — ряд нелітаючих птахів, що характеризуються відсутністю особливої кістки, виросту грудини, — кіля.
За різними поглядами, ряд є монофілетичним або парафілетичним. За монофілетичними поглядами до страусоподібних належить африканські страуси, нанду, ему, казуари, ківі та низка вимерлих птахів. За парафілетичними поглядами (класифікацією Сіблі-Алквіста) до ряду належить лише один сучасний вид — страус (Struthio camelus).
Згідно з молекулярною філогенетикою ряд страусоподібні є монофілетичним.

## Поширення
Struthioniformes були широко поширені в Північній півкулі в еоцені, включаючи Paleotididae з Європи, і Geranoididae з Північної Америки, а також Eogruidae і Ergilornithidae в Азії. Ергілорніди збереглися в Азії до раннього пліоцену. Struthionidae, сестринська група Ergilornithidae, ймовірно, походить з Азії. Вперше страуси з'явилися в Африці в ранньому міоцені, приблизно 21 мільйон років тому, перш ніж розселитися по Євразії в пізньому міоцені, починаючи приблизно 12 мільйонів років тому.

## Характеристики
Усі страусоподібні нелітаючі. У той час як птахи, здатні до польоту, не повинні перевищувати певного розміру, щоб мати можливість підніматися далі в повітря, немає обмежень щодо розміру та ваги для ратичних. Коли нелітаючий птах збільшується в розмірах, він отримує більший захист від хижаків. Подовжені ноги дозволяють швидко втекти, а довга шия дозволяє харчуватися з дерев і високих кущів. Тіло може зберігати більшу кількість їжі, тому що більше не потрібно підтримувати низьку масу тіла для польоту. Тому травлення відбувається повільніше та ефективніше.

## Таксономія
Таксономія:
- Palaeotididae (початок середини еоцену, Європа)
  - Palaeotis
  - Galligeranoides
- Geranoididae (ранній-серединний еоцен, Північна Америка)
- Клада без назви
  - Eogruidae
    - Eogrus (середина пізнього еоцену, Азія)

  - Sonogrus (пізній еоцен, Азія)
  - Клада без назви
    - Proergilornis (пізній еоцен, Монголія)
    - Клада без назви
      - Ergilornithidae (пізній еоцен — ранній пліоцен, Азія)
      - Struthionidae (ранній міоцен — сучасність, Афро-Євразія)